# Kalverhoek
Sportcomplex Kalverhoek is een sportpark aan de Zuiderweg in de polder Wijdewormer in de gemeente Wormerland. Het terrein grenst aan de Zaandamse wijk 't Kalf. De vaste bespelers van dit complex zijn de Zaandamse amateurvoetbalvereniging ZCFC, de honk- en softbalclub ODIZ Frogs en wielerclub DTS.

## AFAS Trainingscomplex
Sinds 2015 maakt ook profvoetbalclub AZ gebruik van sportcomplex Kalverhoek. De club heeft daar in de voorgaande jaren het AFAS Trainingcomplex laten realiseren. Bij de ingebruikname van het trainingscomplex was het hoofdgebouw nog in aanbouw. Het trainingscomplex wordt als trainingslocatie gebruikt door het eerste elftal van de Alkmaarse club, terwijl de jeugdelftallen en het eerste vrouwenelftal er zowel trainen als spelen. Met de verhuizing naar Wijdewormer als trainingslocatie is de oorspronkelijke link tussen de club en de Zaanstreek weer in ere hersteld.
De Aftrap (ADO Den Haag) ·
De Toekomst (Ajax) ·
AFAS Trainingscomplex (AZ) ·
1908 (Feyenoord) ·
De Bezelhorst (De Graafschap) ·
Corpus den Hoorn (FC Groningen) ·
Sportpark Skoatterwâld (sc Heerenveen) ·
Erve Asito (Heracles Almelo) ·
De Gaard (NAC Breda) ·
De Eendracht (N.E.C.) ·
Stadioncomplex PEC Zwolle (PEC Zwolle) ·
PSV Campus De Herdgang (PSV) ·
Kaalheide (Roda JC) ·
FC Twente-trainingscentrum (FC Twente) ·
Sportcomplex Zoudenbalch & FC Utrecht Topsportcentrum (FC Utrecht) ·
Sportcentrum Papendal (Vitesse) ·
Sportcomplex Willem II (Willem II)